# Thalassema peronii
Thalassema peronii är en djurart som tillhör fylumet skedmaskar, och som beskrevs av Quatrefages, A. de 1865. Thalassema peronii ingår i släktet Thalassema och familjen Echiuridae. Inga underarter finns listade i Catalogue of Life.